# Теодор Метохит
Теодор Метохит (грчки: Θεόδωρος Μετοχίτης; 1269. или 1270. - 13. март 1332. године) је био византијски државник, књижевник, филозоф и покровитељ уметности. Обављао је функцију великог логотета. 

## Биографија
Рођен је у Цариграду 1269. или 1270. године као син архиђакона Георгија Метохита, поборника уније православне и католичке цркве. Прво образовање стекао је у Цариграду. Након Влахеранског сабора, његов отац је осуђен и прогнан, а Теодор је, изгледа, младост провео у монашкој средини у Битинији у Малој Азији. Посветио се проучавању секуларних и црквених аутора. Године 1290. заједно са оцем је поново у Цариграду. Међутим, иако је Георгије Метохит до краја живота (1328) остао противник византијског цара Андроника II, његов син није. Када је цар Андроник II посетио Никеју (1290/1. године), Теодор Метохит је на њега оставио јак утицај. Византијски цар, Андроник II поверио му је функцију логотета стада (των αγελών). Након нешто више од годину дана, Теодор Метохит је именован за сенатора. Византијски сенат (синклит) тада је већ изгубио своју функцију из рановизантијског периода, те је титула сенатора значила да је Теодор Метохит сврстан у ред повлашћених Ромеја. Запутивши се у Киликију и на Кипар, унапређен је у логотета цареве приватне благајне (των οίκείακών). Циљ Метохитове мисије у Киликији био је да се испроси невеста за цара - савладара Михаила IX, сина цара Андроника II. Теодор Метохит је то и постигао. Наредни задатак била је дипломатска мисија у Србији којом је требало да се оконча рат цара Андроника II и српског краља Милутина Немањића склапањем брака краља Стефана Уроша II Милутина Немањића и Симониде Палеолог, византијске принцезе. Присуствовао је тајним разговорима између цара Андроника II и патријарха Јована XII, вођеним поводом удаје. Брак је склопљен 1299. године. Током вођења преговора, Теодор Метохит је више пута боравио у Солуну, другом по величини граду Царства. 
Када је царица Ирина 1303. године, због сукоба са мужем, дошла у Солун, са њом је кренуо и Теодор Метохит. Иринини преци су на Солун полагали права још пре више од једног века. Теодор Метохит је тврдио да је са царицом кренуо по њеној и царевој личној жељи, као неопходни чиновник и саветник у важним пословима. Вероватно је био и Андроников шпијун у Солуну. Тамо је провео скоро две године, када се вратио у Цариград. Тада је био на врхунцу своје политичке каријере. Године 1305. награђен је титулом логотета του γενικοϋ. Убрзо по повратку из Солуна постао је и "мезасон". Тако је по ефективном утицају на цара пришао, а можда чак и престигао свога пријатеља, Нићифора Хумну. Хумна је такође носио титулу мезасона. До 1320. године, Теодор Метохит је по рангу био иза њега. 
Убрзо по повратку у Цариград, Теодор Метохит је своју ћерку Ирину удао за паниперсеваста Јована Палеолога, царевог синовца. Тиме се ородио са династијом Палеолог. Хумнова политичка звезда се од тада постепено гаси. 
Поред својих политичких дужности, попут амбасадора у Киликији и у Србији, Теодор Метохит је наставио да учи и пише дела. Почео је студирати астрономију код Манојла Вријенија 1312/3. године. Био је ожењен и имао је петорицу синова и ћерку Ирину, супругу Јована Комнина Палеолога. 

### Грађански рат
Метохитова политичка каријера завршена је 1321. године, када је именован за великог логотета. Тада је био на врхунцу моћи. Био је и један од најбогатијих људи свога времена. Део новца потрошио је на обнову и декорацију манастира Хора на северозападу Цариграда, где се и даље може видети његов ктиторски портрет, мозаик на припрати, на улазу у наос. Теодор Метохит је био бизак сарадник цара Андроника II. Сведочанства о Теодору Метохиту говоре као о грабежљивом, искључивом и надменом политичару. Мемоари цара Јована VI Кантакузина чак казују да су многи синклитици старијег Андроника 1328. године, пристали да млађем Андронику отворе капије престонице уколико их овај ослободи великог логотета. Након што је византијски цар Андроник II поражен у грађанском рату од свога унука, цара Андроника III, Теодор Метохит је са њим отишао у прогонство. Тамо се разболео од простатохипертрофије. Лишен је имовине и изгнан у Дидимотику. Дозвољено му је 1330. године, да се врати у Цариград. Повукао се у манастир Хору, где је умро 13. марта 1332. године, као монах Теолепт. На месту великог логотета наследио га је Алексије Апокавк. 

## Дела
- О Скитима (Περί Σκυθών), у коме је међу првима уочио опасност од Турака (Скита) по Византијско царство.
- Увод у анатомију (Στοιχείωσις)
- Личне белешке и запажања (Hypomnematismoi kai semeioseis gnomikai), есеји о филозофским, историјским и класичним књижевним темама.
- Посланичко слово (Пρεσβευτικός), извештај са путовања у Србију,  на самом измаку XIII века и преговора које је водио на српском двору о браку краља Стефана Уроша II Милутина са принцезом Симонидом, као и о миру између Византије и Србије.